# Карула (волость)
Ка́рула (ест. Karula vald) — колишня волость в Естонії, до адміністративної реформи 2017 року одиниця самоврядування в повіті Валґамаа.

## Географічні дані
Площа волості — 230 км2, чисельність населення на 1 січня 2017 року становила 951 особу.

## Населені пункти
Адміністративний центр — село Люллемяе.
На території волості розташовувалися 14 сіл (küla):
Валтіна (Valtina), Вягеру (Väheru), Кааґ'ярве (Kaagjärve), Карула (Karula), Кірбу (Kirbu), Кообассааре (Koobassaare), Кяерікмяе (Käärikmäe), Лонді (Londi), Лусті (Lusti), Люллемяе (Lüllemäe), Пікк'ярве (Pikkjärve), Пуґрітса (Pugritsa), Раавітса (Raavitsa), Ребаземийза (Rebasemõisa).

## Історія
30 січня 1992 року Каруласька сільська рада була перетворена у волость зі статусом самоврядування.